# お化けを守る会
お化けを守る会（おばけをまもるかい）は、お化けについて語る会である。かつて日本にあり、東京や青森県弘前市にそれぞれ存在した。

## 平野威馬雄主宰の会
仏文学者、詩人の平野威馬雄が主宰し、お化けについて語り合う会の名称である。幽霊、虫の知らせなどの世にも不思議なことを、文句なしに愛好する人になら、誰でも会員資格がある、とされている。この会の目的は「死後の生存を、心霊なり、お化けなりを通して、確認すること」であった。会には、不文律が2つあり、「霊の存在を、根拠なく否定しないこと」、「霊に出会ったら、死後の世界について質問してもよいが、まず相手の話を驚かずに聞いてあげること」となっている。
お化けを守る会の会員には、水木しげる、横尾忠則、イラストレーターの和田誠なども参加した。この会は、平野氏の存命中は、年に数回の例会が開かれていたという。また、十人以上のメンバーが集まれば、出張例会もおこなっていた。
教育学者の板倉聖宣は、平野威馬雄による「お化けを守る会」が活動した時代背景について、以下の様に評している。

## 弘前市
青森県弘前市にも「お化けを守る会」はあった。蘭繁之が発足させ、平野威馬雄主宰の会と同じ様な、活発な活動をした。青森という地域がら、”恐山へイタコの口よせを聞きに行く会”もあった。
青森県立郷土館の説明では、「お化けを守る会」は、昭和50年代に、「せめてお化けの出る情緒ある世の中にしたいもの」として、弘前市で有志の会として結成され、その活動内容は、妖怪・幽霊画の展覧会、怪談を聞く会、民間信仰の調査研究、会誌の発行などがあり、妖怪たちを文化のひとつとして楽しむ会であった。
2014年にはかつて「お化けを守る会」が行っていた幽霊画の展示を復活させたギャラリー（展示会）もあった

## 関連文献
- 加太こうじ「お化けを守る会(集団の発見-36-)」『現代の眼』第14巻第12号、現代評論社、1973年12月、260-265頁、CRID 1522543654939015168、ISSN 0435219X、NDLJP:1771726。